# Can Curt del Rieral
Can Curt del Rieral o Can Cisteller és una masia al costat de llevant de l'avinguda de Francesc Maspons del poble de Bigues. És al sector central del terme municipal de Bigues i Riells, al sud-oest del Rieral de Bigues; des de darreries del segle XX ha quedat absorbida per la trama urbana de Bigues: queda a l'avinguda de Francesc Masponç, a llevant del camí de Can Segimon. És a la dreta del Tenes, a llevant de Can Traver, a prop i al sud-oest de la Baliarda, que queda a l'altre costat del Tenes, i al costat de llevant de Ca l'Espasa. Forma part del petit conjunt format per Cal Curt del Rieral, Can Molina i Cal Tasar. Can Curt del Rieral és una construcció rústica del segle xviii, amb elements constructius de l'edat moderna, com els carreus de gres que emmarquen les obertures de la casa. Està inclosa en el Catàleg de masies i cases rurals editat per l'ajuntament de Bigues i Riells.